# Frédéric Dumond
Pour les articles homonymes, voir Dumond.
Frédéric Dumond est un plasticien et écrivain français né à Salé au Maroc le 30 août 1967.
Artiste et écrivain transdisciplinaire, il explore le langage comme expérience de l’autre.
Il travaille à une intelligence du sensible, via la langue et ses logiques, abordant la question des rapports entre ce qui est perçu et ce qui en est dit, ou représenté.
Il déploie sa pratique en installations, performances, vidéos, livres, revues, pièces sonores, programmations…
L’écriture est ce qui fonde chaque pièce, chaque intervention : des premières années, où elle questionnait le potentiel littéraire du réel tel qu’il se présentait (contrats d’assurance, télévision, radio, rue…) aux projets les plus récents, où c’est le pouvoir d’agir du langage, sa dimension magique qui est convoquée…

## Thématique de l'œuvre
Depuis l'origine, Frédéric Dumond travaille dans la langue, c'est-à-dire travaille les langues. Qu'elles soient langues étrangères ou langues spécialistes, il est question de parler toutes les langues, de travailler dans tous les modes d'expression, de pénétrer des contextes et des logiques propres, d'expérimenter des expressions autres, de s'y attarder un temps pour les comprendre et y écrire.
- d'où des projets développés à l'occasion de résidences à l'étranger ou en entreprise (Barcelone, Budapest, Yokohama, Québec, Rennes).
- d'autres travaillés dans des lexiques dédiés (publicité, communication, notices de médicament, journaux).
- d'où l'utilisation de médiums différents, pour leurs vitesses et dynamiques propres. dans cette utilisation des différents médiums, il est moins question à chaque fois de les questionner dans leurs logiques propres que de les utiliser comme outils, comme mode d'expression, lexique le plus à même de donner forme à un projet. d'où aussi, souvent, le croisement de différents médiums au sein d'un même projet. Ainsi, glossolalie, par exemple, est-il à la fois présent dans l'espace réel et dans l'espace virtuel, en installation comme en performance.

## Expositions
- frederic dumond, une glossolalie, Bibliothèque Universitaire de Valenciennes, Valenciennes, France, 2017.
- Œuvres, mode d'emploi, commissariat Mélanie Perrier, Galerie Journiac, Sorbonne, Paris, France, 2011.
- Plutôt que rien, commissariat Raphaële Jeune, Maison Populaire, Montreuil, 2011.
- Vidéo collection, université de Bangkok, Thaïlande, 2010.
- Tout ce que j'ai vu a disparu, commissariat Olivier Marboeuf, École des Beaux-Arts de Lorient, 2010.
- la Ville en images devenue, festival Photos & légendes, commissariat Hervé Rabot, théâtre du fil de l'eau, Pantin, 2010.
- Biennale de Rennes, commissariat Raphaële Jeune, couvent des Jacobins, Rennes, 2010.
- Coïncidences, exposition personnelle, Ensci/Les Ateliers, Paris, 2009.
- Perdu/gagné, Photos & légendes, commissariat Hervé Rabot, Théâtre du Fil de l'eau, Pantin, 2008.
- Finestres/Pantalles, Galleria Carmelitas/Dels Angels, Barcelone, 2007.
- Fais-moi un signe, Maison des arts Georges Pompidou, Cajarc, 2007.
- L'œil critique, commissariat Gaëlle Assier, Galerie Pascal Vanhoecke, Paris, 2007.
- Paysage en travaux, commissariat Norbert Godon, Galerie Pascal Vanhoecke, Paris,2006.
- À la minute même l'entreprise tout entière est indécise, galerie éof, Paris, 2003.
- Mots semblants, in Catie de Balmann, Espais, Gérone, 2002.
- Autonommées2, commissariat Patrice Hamel, École des Beaux-Arts de Rouen, 2002.
- Pop actuel, Glaz'art, Paris, 2001.
- A proposit de pintura / A proposit de scultura, commissariat Miquel Mont, Can Felipa et Galerie de l'Institut Français, Barcelone, 2001.
- Espace Console, Paris, 2001.
- Plié en quatre, espace Huit novembre, Paris, 2000.
- Mots semblants, Institut français de Barcelone, 1999.
- Traffic, in Constellations #1, commissariat Caroline Bissière, galerie éof, Paris, 1999.
- la plaque à marcel, galerie Down Town et Ap'arté, Paris, 1999.
- Peur du vide, Agence Otto, Paris, 1999.
- Venir nomade, Ateliers La Nau, Sabadell (Catalogne), 1998.
- ex situ, Galerie chez Valentin, Paris, 1996.
- Centre d'Art Contemporain, Rueil-Malmaison, 1996.
- Illivisibilités, A.B. galerie, Paris, 1993.

## Diffusions et festivals
- radio Aligre et arteradio, Paris, 2010.
- Crosstalk video festival, Budapest, 2009.
- École supérieure des arts visuels, Marrakech, 2009.
- Red Brick House, Yokohama, 2008.
- Galerie Joffre, Cahors, 2007.
- Artist Book international, Centre Georges-Pompidou, Paris, 2007
- Relectures IV, espace Khiasma, Les Lilas, 2007.
- La Compagnie, Marseille, 2006.
- Fest-hiver, vidéos d'artistes, programmation est-ce une bonne nouvelle, La Vitrine, Limoges, 2006.
- Rencontres internationales Paris/Berlin, Paris, 2005.
- Vidéo contemporaine, programmation est-ce une bonne nouvelle, Raja Art House, Bangkok, 2005.
- Vidéo contemporaine, programmation est-ce une bonne nouvelle, galerie éof, Paris, 2005.
- Festival le Signal, Biarritz, 2004.
- Biennale du livre d'artiste, Monflanquin, 2004
- Instants Vidéos, Manosque, 2003.
- Le livre et l'art, Lieu Unique, Nantes, 2003.
- Poem, festival du film de poésie, cinéma Le République, Paris, 2003.
- 16e Rencontres Vidéo et art plastique, sur une invitation d'Unglee, centre d'art d'Hérouville Saint-Clair, 2002.
- Plus qu'une image, Nuit blanche (1re édition), Paris, 2002
- Anemic cinema, sur une proposition de Jean-Marc Chapoulie, Frac Champagne-Ardenne, 2002.
- International Bochumer videofestival, Bochum, 2002.
- Instants vidéos, Manosque, 2002.
- Villevision, l'urbain en vidéo, Institut français d'architecture, Paris, 2002.
- 15e Rencontres Vidéo et art plastique, centre d'art d'Hérouville Saint-Clair, 2001.
- Broadway, place de l'Hôtel de Ville, Paris, 2001.
- La guillotine, Montreuil, 2001.
- 2e festival des cinémas différents, Cinéma La Clef, Paris, 2000

Action Replay, Rencontres chorégraphiques internationales, Saint-Denis, 2000.
- Exemplaires, Galerie Edouard Manet, Gennevilliers, 2000.
- 3e biennale du livre d'artiste, Monflanquin, 2000.

## Résidences
- résidence mobile autour du monde, cargo et transferts, 6 mois, 2017/2018
- Agglomération de Valenciennes, Clea, 2016/2017
- gmea, Albi, décembre 2016
- Saline Royale d'Arc et Senans, 2015 et 2016
- Maison de la Poésie, Saint-Claude, 2015
- La Panacée, centre de culture contemporaine, Montpellier, 2014
- Ateliers Sahm, Brazzaville, août/septembre 2013
- laboratoire, q...b...c,  résidence d'écriture multimédia, Rhizomes-Production, Québec, Canada, août 2010.
- résidence d'écriture à Guyancourt, Ville Nouvelle de Saint-Quentin-en-Yvelines, France, avril 2008/novembre 2009.
- résidence Cultures France/Ville de Paris/Ville de Budapest, Budapest, Hongrie, octobre 2008/janvier 2009.
- résidence d'écriture et création (avec la compagnie Non nova, Nantes), la Brèche, centre régional des arts du cirque, Cherbourg, automne 2007.
- résidence d'écriture et création (avec la compagnie Non nova, Nantes), Le Quai, scène nationale d'Angers, automne 2007.
- La Nau, ateliers de Sabadell, Barcelone, Espagne, juillet septembre 1997.
- art3, groupe de recherche et de médiation en art contemporain, Valence, France, mars/avril 1997.

## Œuvres
performances
- glossolalie, performance
- entretiens, avec David Christoffel
- Hack'art, avec David Christoffel, d'après un manifeste hacker de McKenzie Wark, éditions Critical Secret
- Contests, avec Emmanuel Adely
- battle, avec Antoine Boute, Emmanuel Adely, Agnès Palier, Nicolas Richard

Installations
- glossolalie, installations performées.
- traffic

Vidéos
- text
- est-ce que ça a jamais
- c'est approché
- home
- prompteur
- life ®esort
- téléfictions
- vidéolettres

Pièces sonores
- ce qui est, radio Aligre et arte radio, 2010

Textes
- we are under attack, éditions de l'Attente, Bordeaux, 2011.
- maintenant on en est là, in Véhicule n°2, 2011.
- Google Tourisme, in "Overwriting", mars 2010.
- low text et to know is to die, in "écrivains en série n°2", éditions Laureli/léo Scheer, 2011.
- panic room, in "revue Tina", éditions è®e, 2009.
- entretien d.c. f.d., in "revue des ressources", Paris, 2009
- generation kill, in "écrivains en série n°1", Laureli/léo Scheer, 2009.
- le bonheur, "Tina web", éditions è®e, 2008.
- perpetuum mobile, H.C., khiasma éditions, Les lilas, 2008.
- 24h de la vie d', in "Gestes", catalogue d'exposition Françoise Maisongrande, Galerie Duchamp, Yvetot, 2008.
- téléologies, éditions de l'Attente, Bordeaux, 2007.
- mond e, éditions les Cahiers de la Seine, 2005.
- fsyeofgaar ng, avec Agnès Geoffray, 2002.

Pièces pérennes
- antichambre (avec Emmanuel Adely), Estuaire 2012, commissariat David Moinard, château du Pé, Saint-Jean-de-Boiseau (Loire-Atlantique), 2011.
- des stabilités marginales, la Maison des Ailleurs, Maison d’Arthur Rimbaud, Charleville-Mézières, 2004.

## Commissariat et programmations
- para doxa, hétérodoxies de l'événement (cocommissariat avec Emmanuel Adely), Villa des Tourelles, Nanterre, 30 septembre 2011/12 janvier 2012.
- programmation autour de la question de l'écosophie et de la ville en représentation, pour le festival Photos & Légendes, la ville en images devenue, Théâtre du Fil de l'eau, Pantin, France, 16/17 octobre 2010.
- le réel, nouvel opium ? (cocommissariat avec Emmanuel Adely et Christian Barani), galerie les Filles du Calvaire, Paris, France, 4/27 février 2010.
- télémétries #3, cinémathèque de Montréal, Québec, Canada, janvier 2009.
- Relectures VI, programmateur associé, espace Khiasma, Les Lilas, 2008.
- Relectures V, programmateur associé, espace Khiasma, Les Lilas, 2007.
- télémétries, artistes et télévision, 2007, Villa des Tourelles, Nanterre, 2007.
- extensions, galerie de l'école supérieure d'art de Lorient, 31 janvier/10 février 2007.
- extensions, dynamiques d'écritures, ensci/Les Ateliers, Paris, depuis 2004.